# Bert Schneider
Bert Schneider (Viena, 28 de agosto de 1936 - Viena, 2 de julio de 2009) fue un piloto de motociclismo austríaco, que participó en el Campeonato del Mundo de Motociclismo desde 1960 hasta 1964.

## Biografía
Schneider hizo su debut en el Gran Premio de Alemania de 1958 de 350cc. compitió como piloto privado en Norton en las categorías de 350 y 500 cm³. Eb 1961, se proclamaría campeón del Campeonato Austríaco de Velocidad en 500 cc. En 1962, Schneider terminaría cuarto en la clase de 500 cc con Norton. Estos resultados buenos lo llevaron a fichar en la temporada de 1963 por el equipo de fábrica de la escudería japonesa Suzuki al lado de Hugh Anderson, Ernst Degner y Frank Perris. En el Gran Premio de Bélgica, el austríaco ganaría su único Gran Premio y terminaría quinto en la general. En 1964, Schneider terminaría cuarto en la clase del octavo de litro, nuevamente en el equipo Suzuki, temporada en la que pondría punto final a su carrera.

## Resultados en el Campeonato del Mundo
Sistema de puntuación desde 1950 hasta 1968:
| Posición | 1.º | 2.º | 3.º | 4.º | 5.º | 6.º |
| Puntos   | 8   | 6   | 4   | 3   | 2   | 1   |

### Carreras por año
(Carreras en negrita indica pole position; Carreras en cursiva indica vuelta rápida)
| Año  | Clase | Moto   | 1       | 2       | 3       | 4       | 5       | 6     | 7       | 8       | 9       | 10    | 11    | 12    | Pts. | Pos. |
| ---- | ----- | ------ | ------- | ------- | ------- | ------- | ------- | ----- | ------- | ------- | ------- | ----- | ----- | ----- | ---- | ---- |
| 1958 | 350cc | Norton | IOM -   | NED -   | BEL -   | GER 21  | SWE -   | ULS - | NAT -   |         |         |       |       |       | 0    | -    |
| 1959 | 350cc | Norton | FRA -   | IOM 48  | GER -   |         |         | SWE - | ULS -   | NAT -   |         |       |       |       | 0    | -    |
| 1960 | 125cc | Rumi   |         | IOM -   | NED -   | BEL -   | GER -   | ULS - | NAT 18  |         |         |       |       |       | 0    | -    |
| 1960 | 350cc | Norton | FRA 19  | IOM 29  | NED 12  |         |         | ULS - | NAT -   |         |         |       |       |       | 0    | -    |
| 1960 | 500cc | Norton | FRA -   | IOM Ret | NED Ret | BEL 9   | GER 9   | ULS - | NAT -   |         |         |       |       |       | 0    | -    |
| 1961 | 125cc | Rumi   | ESP -   | GER -   | FRA -   | IOM Ret | NED -   | BEL - | RDA -   | ULS -   | NAT 13  | SWE - | ARG - |       | 0    | -    |
| 1961 | 350cc | Norton |         | GER -   |         | IOM 19  | NED -   |       | RDA 6   | ULS -   | NAT 8   | SWE 8 |       |       | 1    | 21.º |
| 1961 | 500cc | Norton |         | GER -   | FRA -   | IOM 18  | NED Ret | BEL - | RDA 3   | ULS -   | NAT 5   | SWE 4 | ARG - |       | 9    | 6.º  |
| 1962 | 350cc | Norton |         |         | IOM 14  | NED Ret |         |       | ULS -   | RDA 10  | NAT -   | FIN - |       |       | 0    | -    |
| 1962 | 500cc | Norton |         |         | IOM 4   | NED 5   | BEL Ret |       | ULS Ret | RDA 3   | NAT 6   | FIN - | ARG - |       | 10   | 4.º  |
| 1963 | 50cc  | Suzuki | ESP -   | GER -   | FRA -   | IOM Ret | NED -   | BEL - | ULS -   | RDA -   | FIN -   | NAT - | ARG - | JPN - | 0    | -    |
| 1963 | 125cc | Suzuki | ESP 7   | GER Ret | FRA Ret | IOM 5   | NED 4   | BEL 1 | ULS 2   | RDA 3   | FIN Ret | NAT - | ARG - | JPN - | 23   | 5.º  |
| 1964 | 125cc | Suzuki | USA 3   | ESP 4   | FRA 2   | IOM Ret | NED 4   |       | GER 4   | RDA Ret | ULS 5   | FIN 4 | NAT - | JPN - | 24   | 4.º  |
| 1964 | 250cc | Suzuki | USA Ret | ESP 8   | FRA 3   | IOM Ret | NED Ret | BEL - | GER Ret | RDA Ret | ULS 6   |       | NAT - | JPN - | 5    | 13.º |